# Rhaphiptera boliviana
Rhaphiptera boliviana es una especie de escarabajo longicornio del género Rhaphiptera, tribu Pteropliini, subfamilia Lamiinae. Fue descrita científicamente por Galileo & Martins en 2007.
La especie se mantiene activa durante los meses de octubre y noviembre.

## Descripción
Mide 12-14,1 milímetros de longitud.

## Distribución
Se distribuye por Bolivia.